# آی بی توریس
 آی بی توریس (به انگلیسی: I. B. Tauris) ناشری مستقل دارای دفاتری در لندن و نیویورک بود که سال ۲۰۱۸ انتشارات بلومزبری آن را خرید و ضمیمه خود کرد. این انتشاراتی در ۱۹۸۳ تأسیس شد. در روزهای اول کار خود بر خاورمیانه متمرکز شد.